# ケリー・スケーター
ケリー・スケーター（Kellie Skater、1987年9月30日 - ）は、オーストラリアの元女子プロレスラー。ビクトリア州バッカスマーシュ出身。

## 経歴

### オーストラリア
2007年3月、母国の団体であるPWAにてバトルロイヤルでデビュー。
同年7月、女子部に当たるPWWA旗揚げに参加。
2008年8月2日、PWWA王座獲得。
2010年11月、NHPWのIndygurlz Australian王座を獲得。

### 北米
2009年5月、米国の女子プロレスイベント・SHIMMERに初参戦。初戦はルフィストのバーニングハンマーに敗れるも、夜にはジェシー・マッケイからピンフォールを奪う。
以来、SHIMMERの常連となる。2010年9月の大会ではセリーナ・ディーブ、アメージング・コング、大畠美咲とそれぞれシングルで対戦している。
2011年3月には米国の女子プロレス団体・WSUにも参戦。カナダNCWフィメス・ファタレスなども転戦する。
2013年4月、中川ともかとのタッグでSHIMMERタッグ王座奪取。

### 日本
2011年5月に初来日し、8日のREINA女子プロレス本旗揚げ戦に参戦。「SHIMMERからの刺客」として上林愛貴と初代TLW女子インターナショナル王座を争うが、敗れる。15日にはヘイリー・ヘイトレッドとタッグを組み、上林&石橋葵組と対戦。
12月に再来日。REINAの他、Joshi 4 Hope、スターダム、ZERO1、WAVEに参戦する。ZERO1ではミックスタッグで橋本大地と対戦した。
2012年12月に3度目の来日を果たし、スターダム、WAVEに参戦。スターダムでは中川ともか、ポーシャ・ペレスとのSHIMMER軍としてアーティスト・オブ・スターダム王座初代決定トーナメントにエントリーし決勝まで進むも川崎葛飾最強伝説に敗れる。
2013年12月に4度目の来日でスターダムに参戦。後楽園ホール大会で安川惡斗の持つワンダー・オブ・スターダム王座に挑戦するも敗れる。他に仙女、W-1にも参戦。
2014年11月に5度目の来日。スターダムや3年ぶりとなるREINA、パートナーの中川ともかの引退興行を行うOZアカデミーに参戦。
2015年12月6日、空位となっていたアーティスト・オブ・スターダム王座の王座決定3WAY戦にて、松本浩代&イーヴィーとのタッグで挑戦し王座獲得。

### 引退
2016年、帰国後に新たなステージへの挑戦の為女子プロレスを引退。
2017年2月26日にOZアカデミー新宿大会に来場し引退セレモニーを行う。前日にはDEEP JEWELSに参戦したシェイナ・ベイズラーのセコンドに紫雷イオと共についた。

## 得意技
- トラースキック
- DDT

## 獲得タイトル
- PWWA王座
- Indygurlz Australian王座
- 第8代SHIMMERタッグ王座（w/中川ともか）
- 第8代アーティスト・オブ・スターダム王座（w/松本浩代&イーヴィー）